# Budge Patty
Edward John Patty (11. února 1924 Fort Smith – 4. října 2021 Lausanne) byl americký tenista. Podle statistik Johna Olliffa byl v roce 1950 světovou singlovou jedničkou. V první desítce se držel deset let (1947–1957). Vyhrál dvouhru na pařížském grandslamu v roce 1950 a ve stejném roce přidal triumf i ve Wimbledonu. V roce 1957 vyhrál wimbledonskou mužskou čtyřhru, ve dvojici s krajanem Gardnarem Mulloyem. Spolu se jim podařilo ve stejném roce probojovat i do deblového finále amerického mistrovství. Hrál i čtyřhru smíšenou, obvykle s Američankou Pauline Betzovou (se kterou hráli již od dětství) - vyhráli spolu mixovou soutěž na Roland Garros roku 1946. Jednou byl povolán do americké reprezentace k účasti na Davisově poháru (1951), oba své zápasy vyhrál. Jeho vyrovnaný zápas s Jaroslavem Drobným na Wimbledonu roku 1953 byl v té době nejdelší v historii soutěže. Přezdívku Budge získal již v dětství, od svého bratra, narážela na jeho malou ochotu se hýbat. Většinu života žil v Evropě a také se mu zde více herně dařilo, naopak na domácím grandslamu nikoli, nikdy zde nepřešel čtvrtfinále. Od roku 1960 žil ve Švýcarsku, rok poté si vzal Švýcarku za ženu a již v této zemi dožil. Jeho žena měla brazilské kořeny, její otec byl významný průmyslník Constantin Sfezzo. Pro něho Patty po skončení hráčské kariéry pracoval. Podnikal také v realitách. V roce 1977 byl uveden do Mezinárodní tenisové síně slávy. Zúčastnil se bojů druhé světové války, zejména v severní Africe. V počátcích kariéry byl znám bouřlivým nočním životem, kouřením a holdováním alkoholu, avšak před vrcholem kariéry dokázal sám sebe disciplinovat.